# توماس اشتور-لاوریدسن
توماس اشتور-لاوریدسن (دانمارکی: Thomas Stuer-Lauridsen؛ زادهٔ ۲۹ آوریل ۱۹۷۱) بدمینتون‌باز اهل دانمارک است.